# Levantinische Elfenbeinschnitzkunst

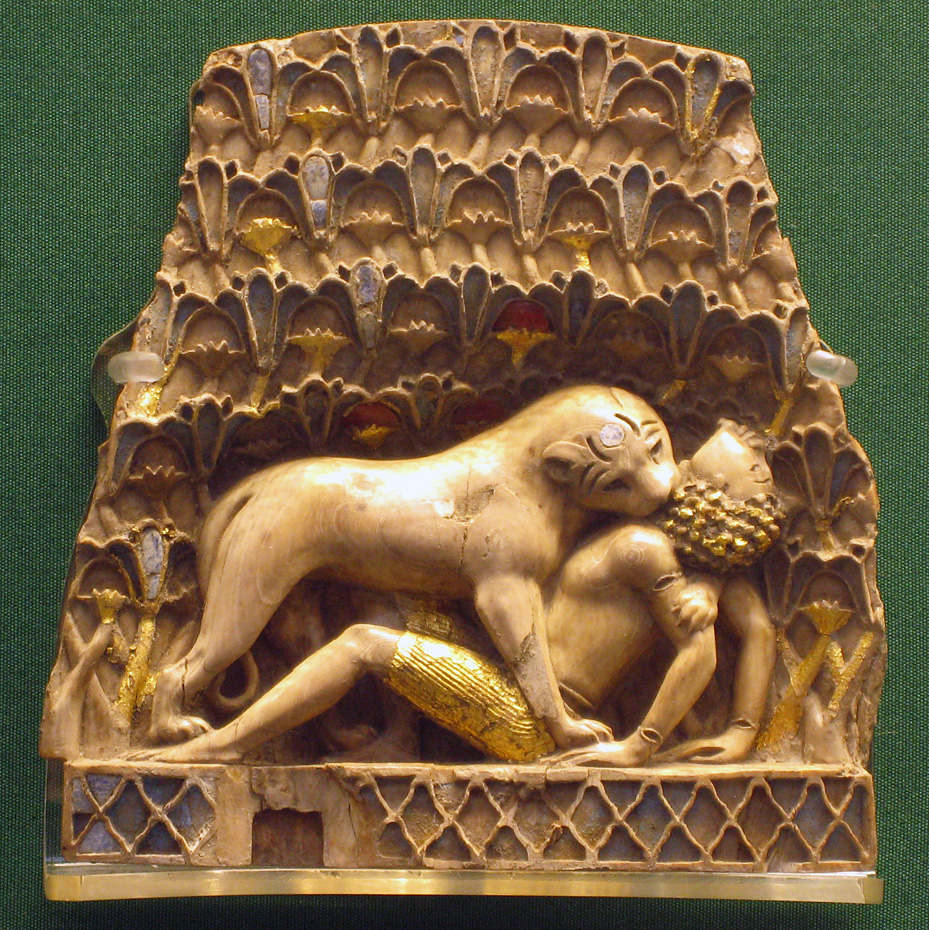
Elfenbeinarbeit in levantinischer Schnitztradition

Als Levantinische Elfenbeinschnitztradition bezeichnet die Vorderasiatische Archäologie eine Tradition der Altorientalischen Elfenbeinschnitzerei des ersten Jahrtausends v. Chr. neben der nordsyrischen und der assyrischen Elfenbeinschnitztradition.

## Fundorte
Wie überhaupt die meisten altorientalischen Elfenbeine wurden auch die Arbeiten der levantinischen Schnitztradition bei den Ausgrabungen im irakischen Nimrud gefunden. Daneben kommt auch dem türkischen Arslan Taş eine besondere Bedeutung zu. Weitere Fundorte sind Ḫorsabad, Qal'at Šerqat, Harran, ferner Raʾs Šamra, Tell Kāmid el-Lōz, Tell ed-Duwer und Tall al-Mutasallim. Einzelne Exemplare wurden in Ialysos und Lindos auf Rhodos, Samos, Kreta, Perachora in Griechenland und Paeneste in Etrurien gefunden. Insgesamt ist die levantinische Elfenbeinschnitztradition die damit am weitesten verbreitete und bekannteste altorientalische Elfenbeinschnitztradition und wird von Nachbarwissenschaften oft vereinfacht mit altorientalischen Elfenbeinen insgesamt gleichgesetzt.

## Begriff
Die stilistischen Eigenheiten der in Nimrud gefundenen Elfenbeine legten den Schluss nahe, dass die Arbeiten nicht dort entstanden sind, sondern als Tributleistungen oder Kriegsbeute dorthin gelangt waren. Aufgrund von aus der ägyptischen Kunst bekannten stilistischen Merkmalen einerseits und Vergleichen mit bei Ausgrabungen in nordsyrischen und assyrischen Fundorten gefundenen Stücken andererseits wurde 1912 die bis heute geltende Einteilung altorientalischer Elfenbeine entwickelt.

## Eigenheiten
Die levantinische Elfenbeinschnitztradition lehnt sich an ägyptische Stücke an, zeigt aber Variationen im Vergleich zum ägyptischen Formengut. Die Stücke sind überwiegend Möbelintarsien in Form von Tief- und Hochreliefs mit häufigen  À-jouré-Arbeiten. Daneben existieren aber auch Pyxiden und Statuetten. Gerade levantinische Arbeiten gelten als Ausdruck besonderer Kunstfertigkeit.